# Acalolepta australis
Acalolepta australis là một loài bọ cánh cứng trong họ Cerambycidae.

## Hình ảnh

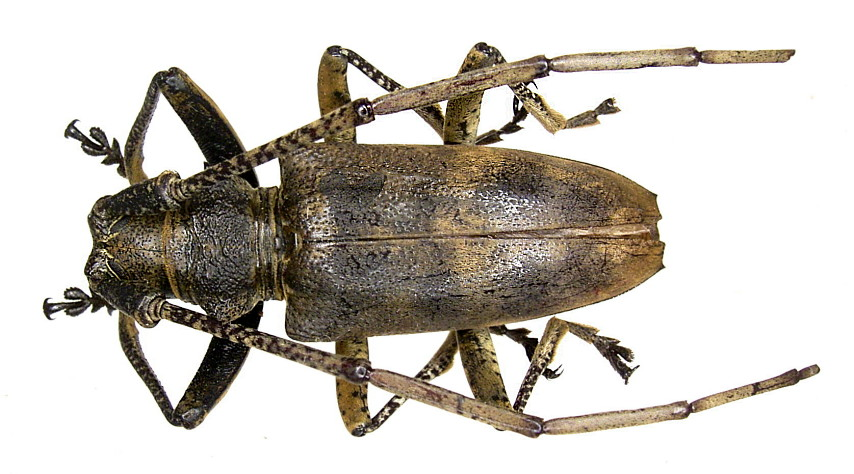